# Zabawa (powiat tarnowski)
Zabawa – wieś w Polsce położona w województwie małopolskim, w powiecie tarnowskim, w gminie Radłów.

## Historia
W latach 1973–1976 miejscowość była siedzibą gminy Zabawa. W latach 1975−1998 miejscowość należała administracyjnie do województwa tarnowskiego.
We wsi znajduje się cmentarz wojenny nr 260 poległych w czasie I wojny światowej.
W 1944 roku w pobliskiej miejscowości (Wał-Ruda) przeprowadzono akcję Most III.

## Zabytki
Obiekty wpisane do rejestru zabytków nieruchomych województwa małopolskiego.
- Kościół parafialny pw. Trójcy Przenajświętszej;
- cmentarz wojenny nr 260.

## Przyroda
Na terenie miejscowości zachowały się starorzecza Kisieliny i Dunajca, na jednym z nich rośnie bardzo rzadka w Polsce roślina wodna kotewka orzech wodny, na obszarze którego utworzono użytek ekologiczny.

## Religia
We wsi znajduje się Sanktuarium bł. Karoliny Kózki, która mieszkała w pobliskiej Wał-Rudzie.

## Galeria

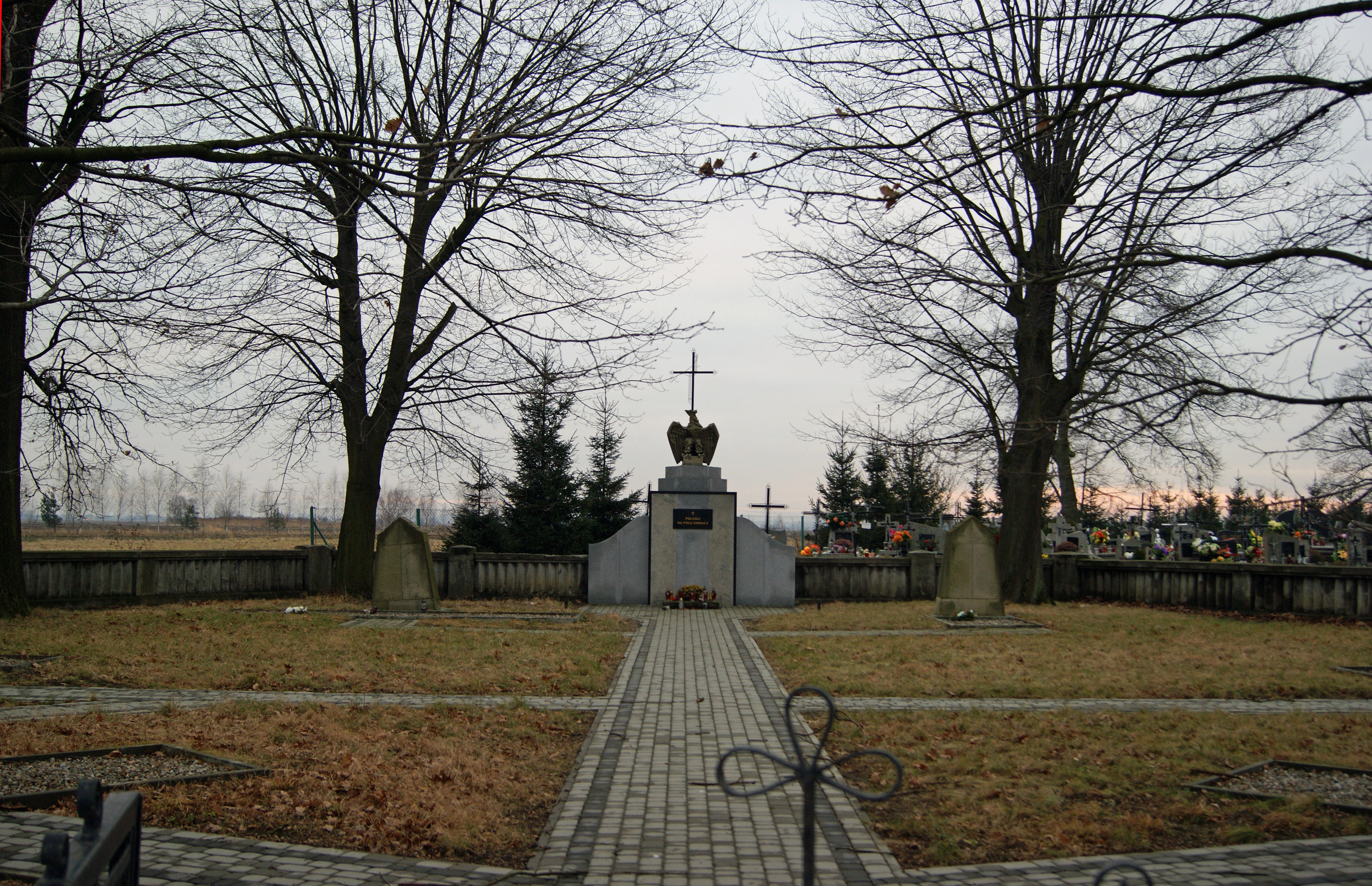
Cmentarz wojenny nr 260 z okresu I wojny światowej
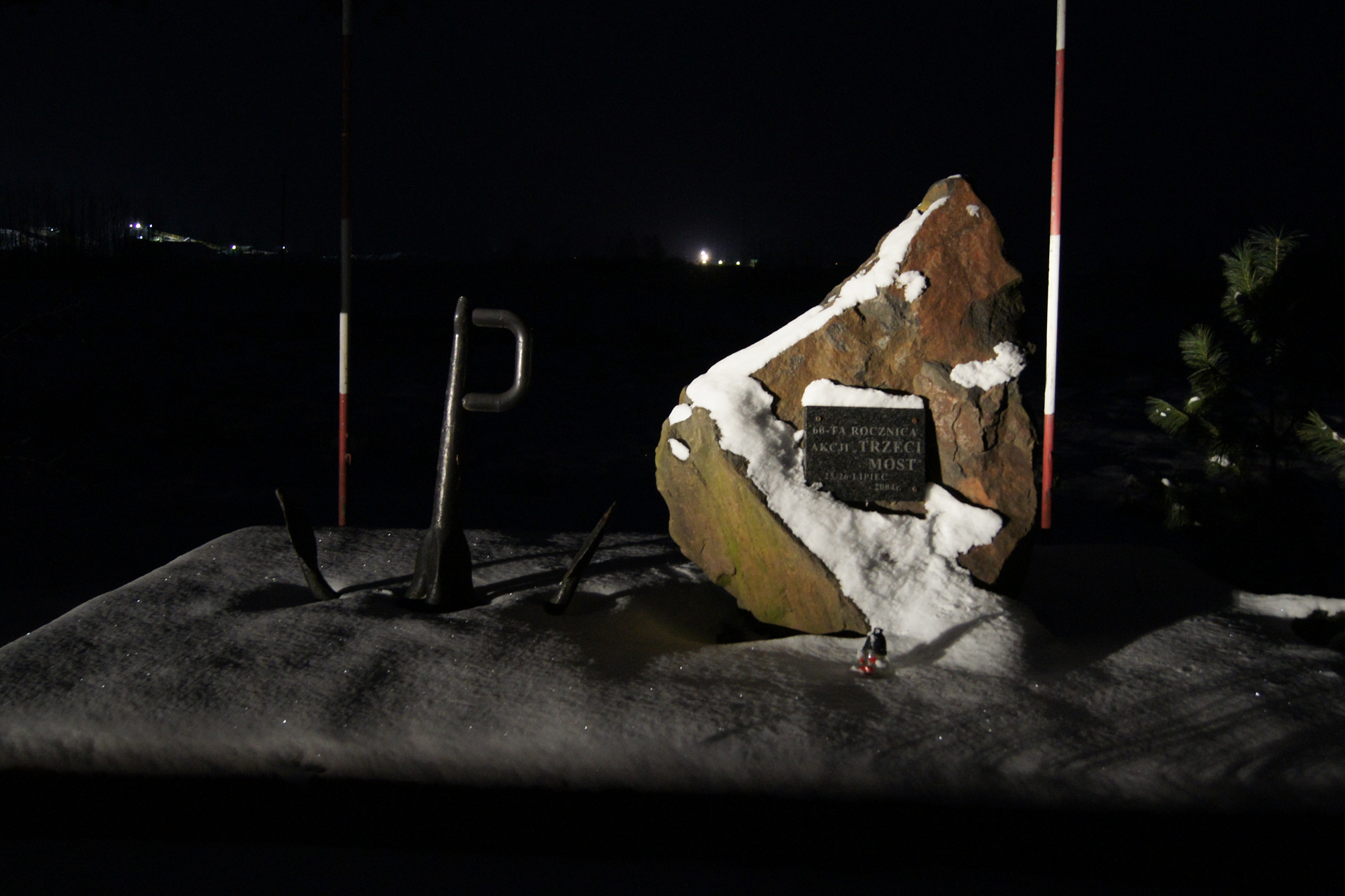
Pomnik ustawiony w 60. rocznicę akcji „Trzeci Most”